# 元刈谷村
元刈谷村（もとかりやむら）は、かつて愛知県碧海郡にあった村である。現在の刈谷市の一部に相当する。

## 地理
境川河口部の左岸に位置していた。碧海台地の西端からは縄文時代晩期の本刈谷貝塚が発掘されており、本刈谷貝塚は「刈谷西部の縄文遺跡」として愛知県指定史跡となっている。当初は衣浦湾（三河湾）に面した村だったが、延宝7年（1679年）以後に多くの新田が築かれると、境川沿岸の村となった。

## 歴史
当初は亀村という名称であり、やがて刈谷村に改めたが、刈谷ではなく苅谷と表記されることも多かった。天文2年（1533年）に水野忠政が北1kmの場所に刈谷城を築いたため、この地は本刈谷と称するようになった。
江戸時代には刈谷藩領だった。刈谷藩主には本多氏がおり、同一の漢字を用いることが憚られたことから、本刈谷から元刈谷に改めた。『寛永高附』では本苅屋村、『元禄郷帳』では本苅谷村、『天保郷帳』では元苅谷村、『旧高郷帳』では元刈谷村と表記されている。
1876年（明治9年）の戸数は390、人口は1,598。1881年（明治14年）に明治用水西井筋が通水したことで耕地面積が拡大した。1891年（明治24年）の戸数は361、人口は1,687。

### 年表
- 1889年（明治22年） - 町村制により碧海郡元刈谷村が発足。
- 1906年（明治39年）5月1日 - 碧海郡刈谷町・逢妻村・小山村と合併して、新たに刈谷町が発足。元刈谷村は廃止。

## 名所・旧跡
- 本刈谷貝塚 - 縄文時代晩期の貝塚。「刈谷西部の縄文遺跡」として愛知県指定史跡。
- 本刈谷神社 - 村社。1930年頃には境内に「西南戦争戦死者之碑」（1889年建立）が移されている[1]。境内には本刈谷神社貝塚がある。
- 実相寺 - 浄土宗の寺院。
- 崇福寺 - 浄土宗の寺院。「伽羅香木阿弥陀如来立像」は愛知県指定文化財。「木造阿弥陀如来坐像」は刈谷市指定文化財。
- 楞厳寺 - 曹洞宗。刈谷藩主だった水野家の菩提寺である。「絹本著色伝通院画像」は愛知県指定文化財。「絹本著色水野忠重画像」と「絹本著色華陽院画像」と「伝通院調度品」と「水野家廟所」は刈谷市指定文化財。
- 海会寺 - 曹洞宗の寺院。
- 西勝寺 - 真宗大谷派の寺院。
- 専光寺 - 真宗大谷派の寺院。「往生要集」と「美濃国鍛冶系図」は愛知県指定文化財。「専光寺のクスノキ」と「絹本淡彩真慧上人画像」と「地獄の絵巻物」と「紺紙金泥大般若経」は刈谷市指定文化財。
- 長遠寺 - 日蓮宗の寺院。

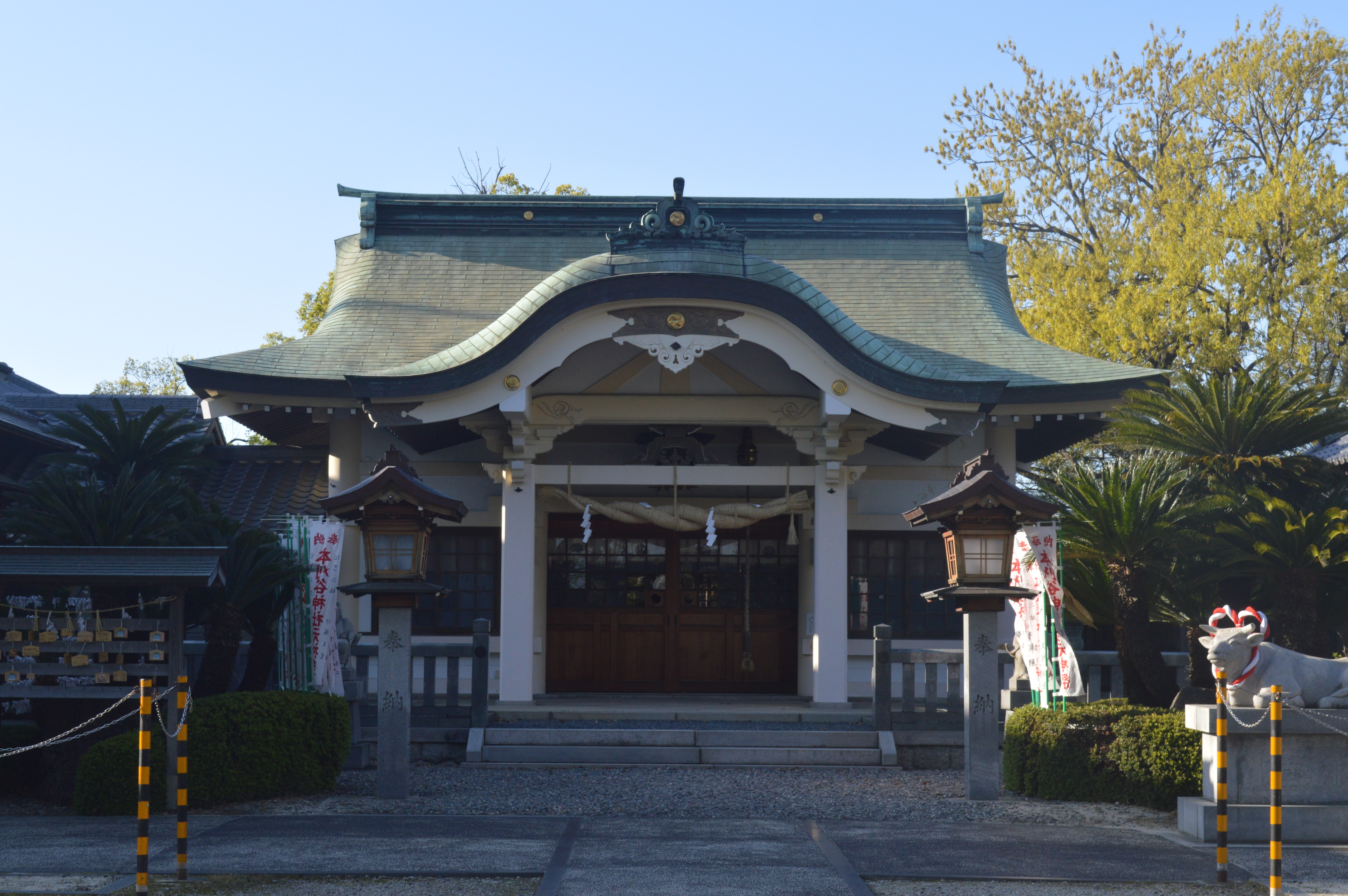
本刈谷神社
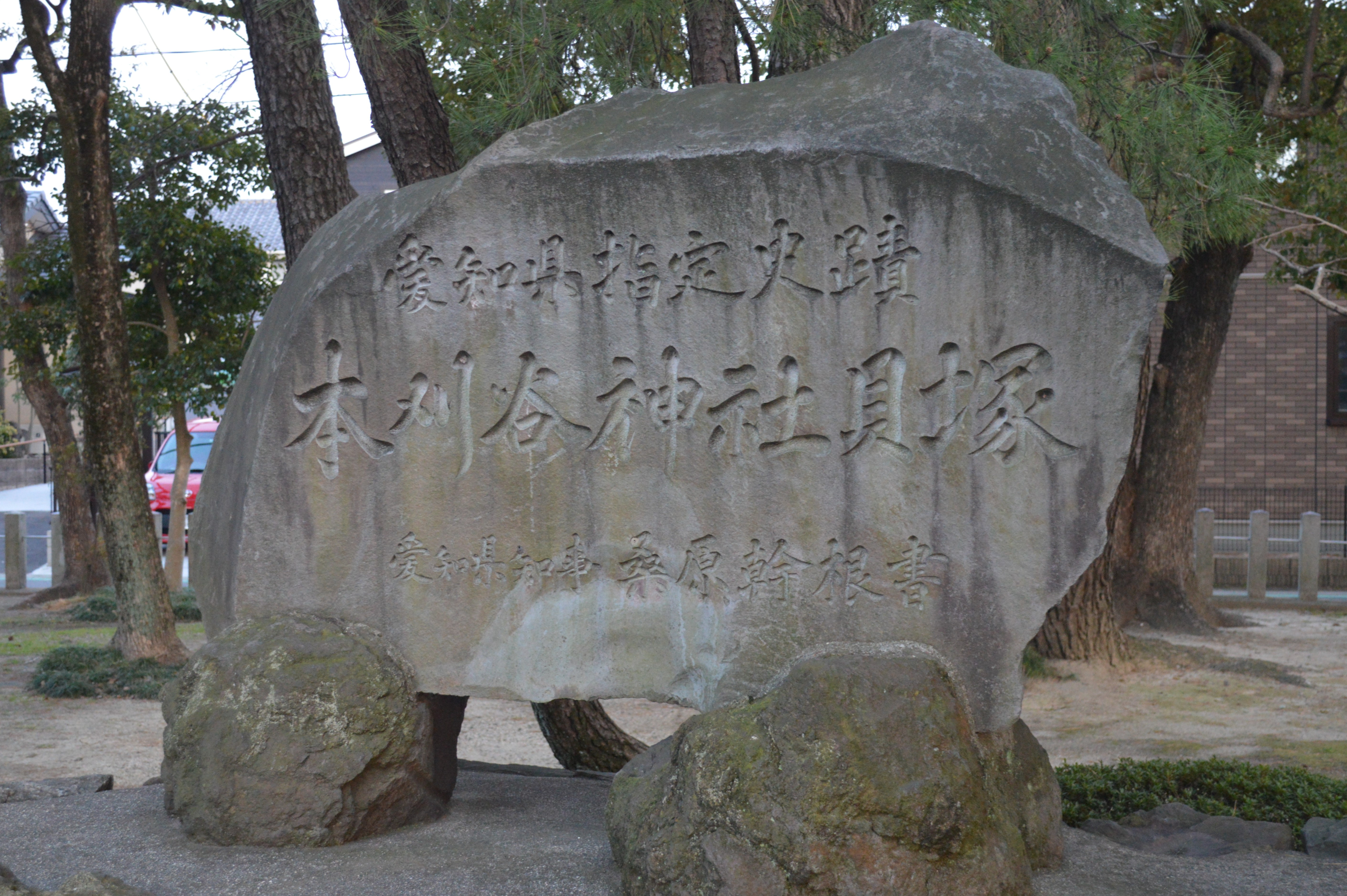
本刈谷神社貝塚
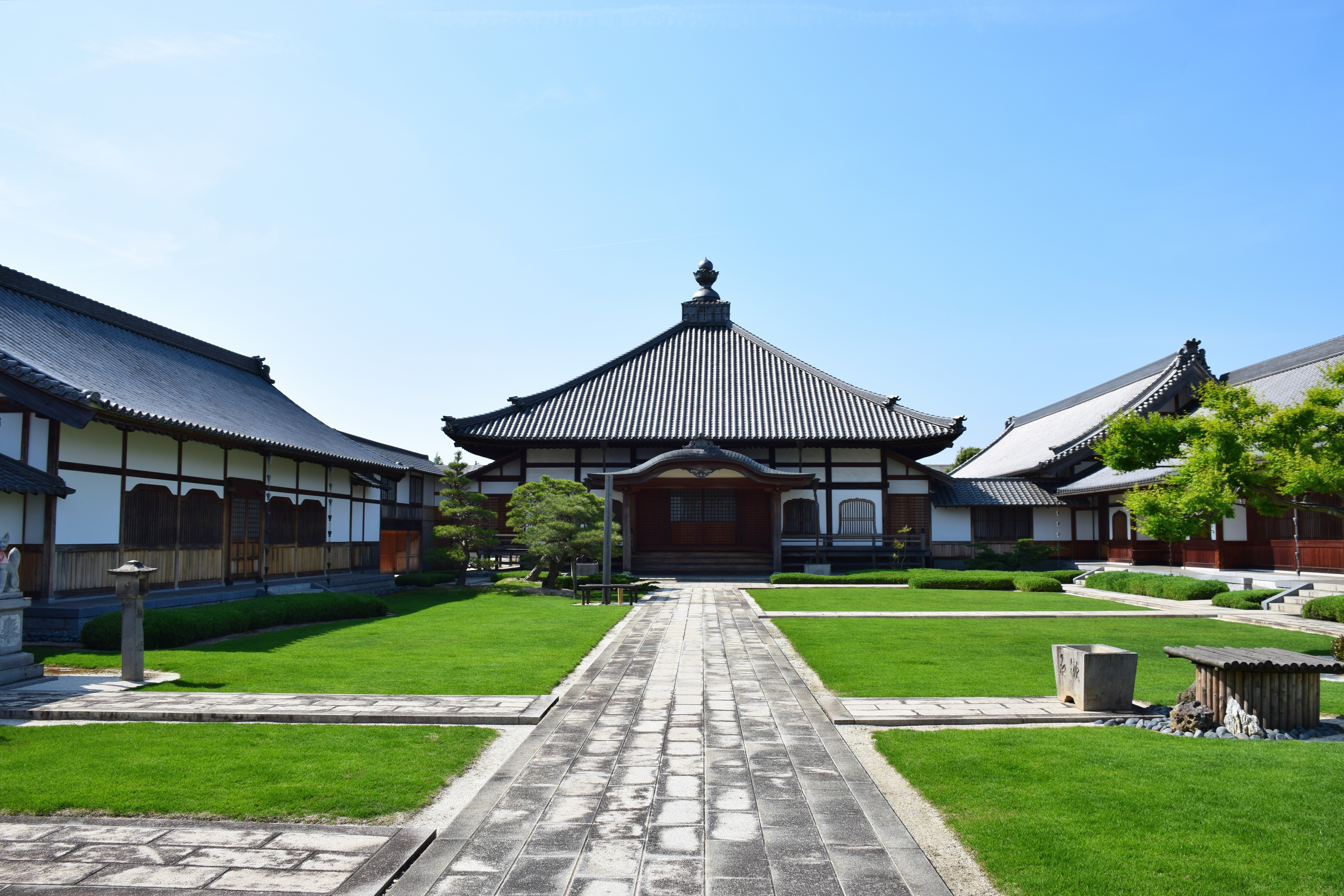
楞厳寺
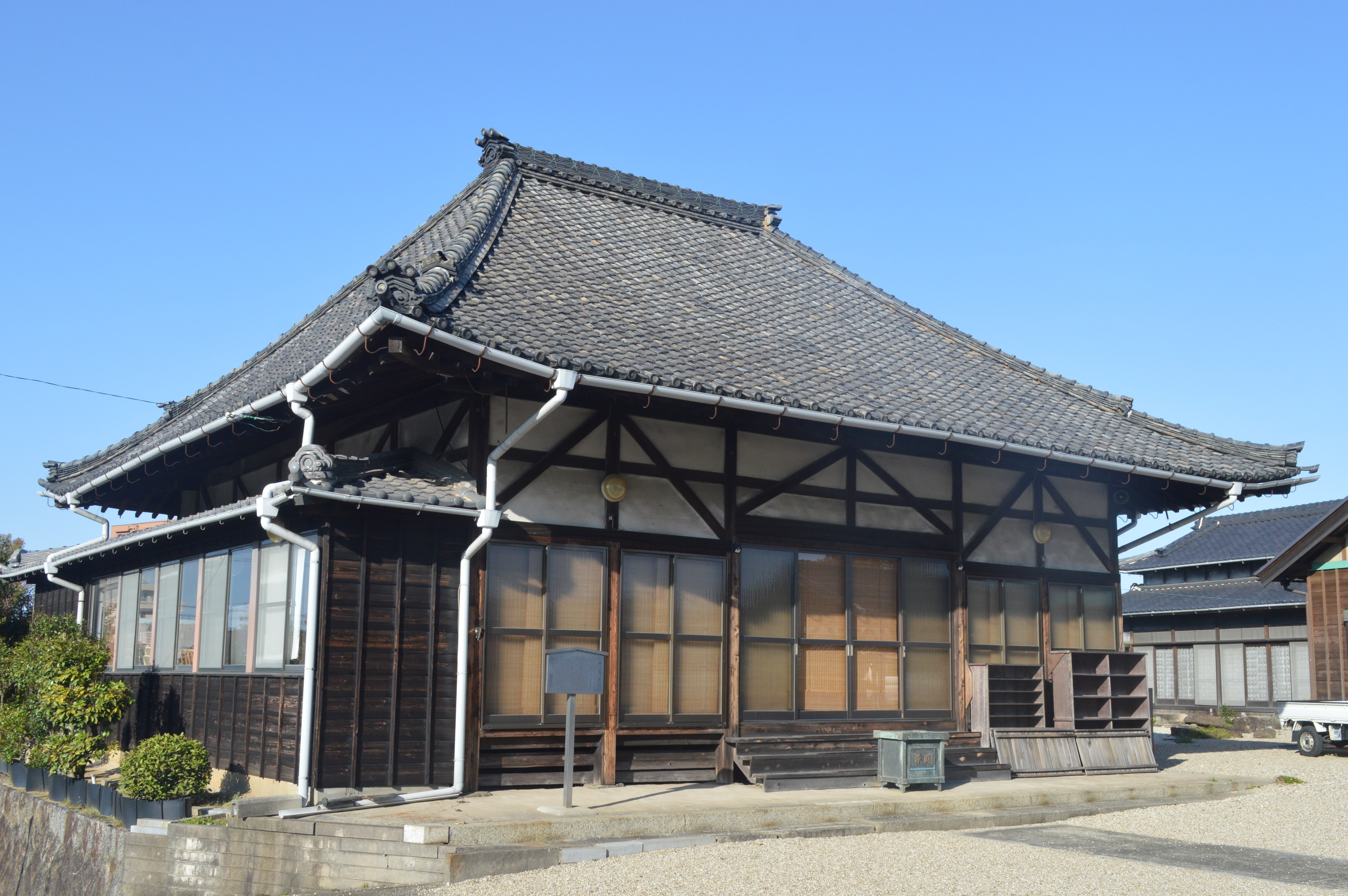
海会寺
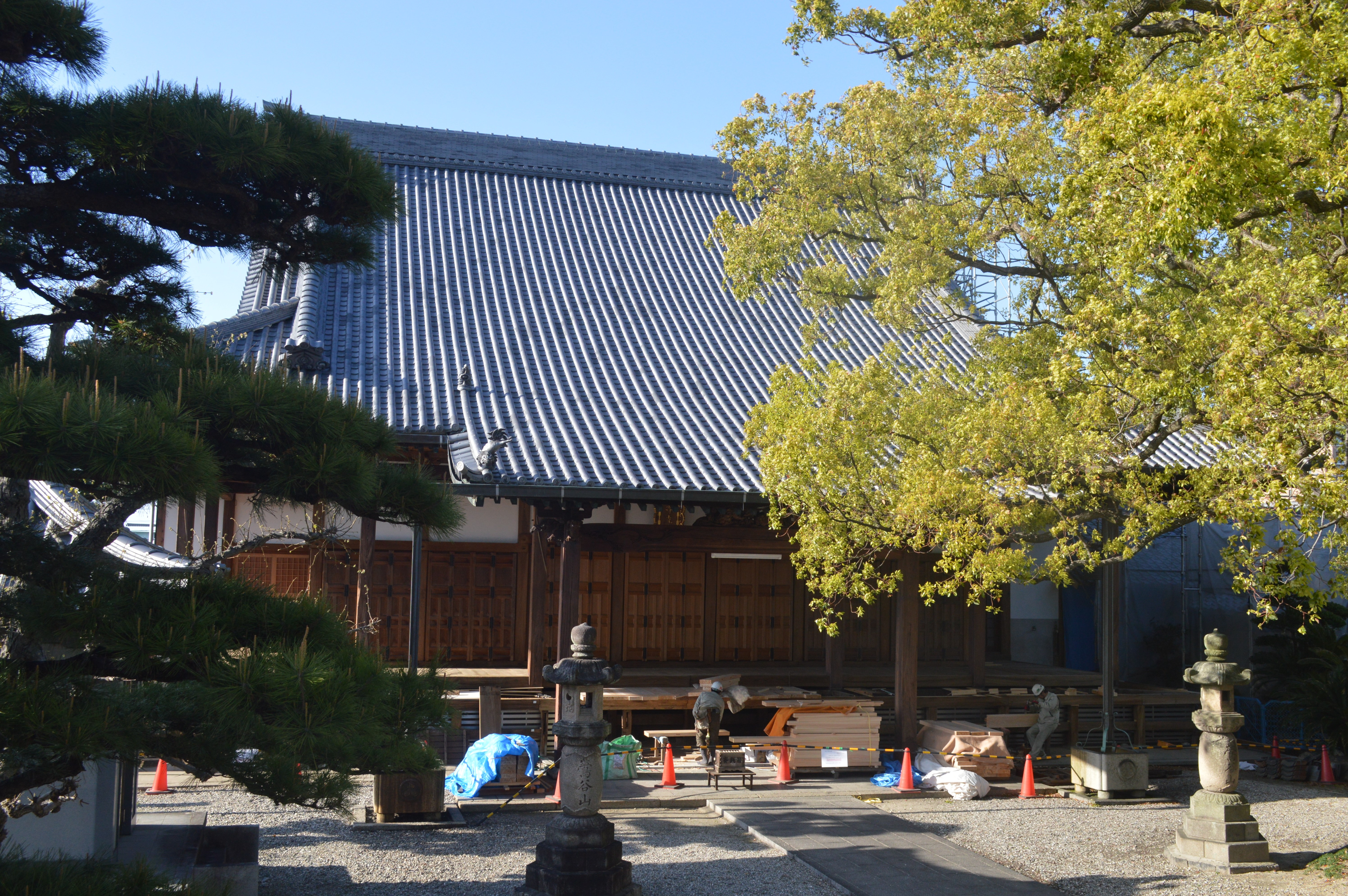
専光寺